# Loretta Dorman
Loretta Dorman, född den 23 juli 1963, är en australisk landhockeyspelare.
Hon tog OS-guld i damernas landhockeyturnering i samband med de olympiska landhockeytävlingarna 1988 i Seoul.